# Урші (Стойлешть, Вилча)
Урші (рум. Urși) — село у повіті Вилча в Румунії. Входить до складу комуни Стойлешть.
Село розташоване на відстані 148 км на захід від Бухареста, 21 км на південь від Римніку-Вилчі, 77 км на північний схід від Крайови, 129 км на південний захід від Брашова.

## Населення
За даними перепису населення 2002 року у селі проживали 356 осіб, усі — румуни. Усі жителі села рідною мовою назвали румунську.